# Andrej Markov
Andrej Viktorovič Markov (in russo Андрей Викторович Марков?; Voskresensk, 20 dicembre 1978) è un ex hockeista su ghiaccio russo naturalizzato canadese.

## Palmarès

### Mondiali
- 3 medaglie (con la Russia):
  - 1 oro (Canada 2008)
  - 2 bronzi (Austria 2005; Russia 2007)